# Monale
Monale (Monal o Monà in piemontese) è un comune italiano di 995 abitanti della provincia di Asti in Piemonte.

## Storia

### Simboli
Lo stemma del comune di Monale è stato concesso, assieme al gonfalone municipale, con il decreto del presidente della Repubblica del 17 novembre 1992.

## Monumenti e luoghi d'interesse

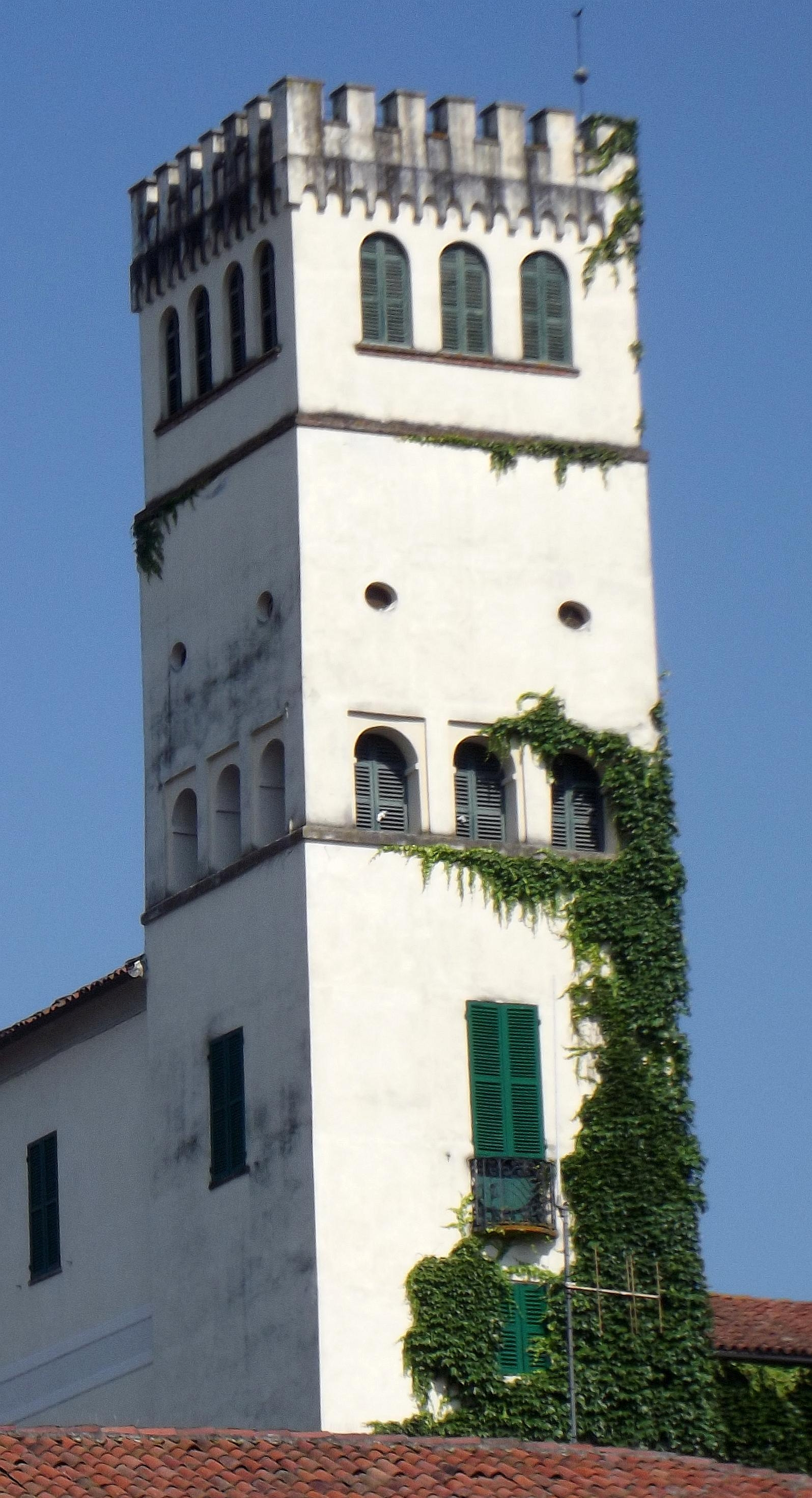
La torre della Bastita

- Castello Scarampi, inserito nel sistema dei "Castelli Aperti" del Basso Piemonte: edificato sul bric San Giovanni nel 1161, è stato restaurato nel XX secolo a cura dei conti Gani
- Parrocchiale di Santa Caterina d'Egitto : di antiche origini, nel 1678 venne ampliata e dotata di un campanile
- Chiesa di Santa Maria del Fonte : risalente al secolo XIV, fu in passato sede della parrocchia di Monale. Nel XVII secolo venne ampliata, e svolge oggi la funzione di chiesa cimiteriale
- La Bastita : si presenta oggi in forma di edificio seicentesco che sovrasta il paese. Risale agli inizi del Trecento, quando venne edificato come rustico fortino in legno, ed assunse poi gradualmente le caratteristiche di un castello, abitato dai migliori abitanti di Monale.

## Società

### Evoluzione demografica
Abitanti censiti

### Etnie e minoranze straniere
Secondo i dati ISTAT al 1º gennaio 2013 la popolazione straniera residente era di 72 persone che rappresentano il 7.1% dell'intera popolazione residente.
Le nazionalità maggiormente rappresentate in base alla loro percentuale sul totale della popolazione straniera residente erano:
- Romania 53 (73.71%)
- Marocco 9 (12.50%)
- Moldavia 4 (5.56%)
- Germania 2 (2.78%)
- Polonia 1 (1.39%)
- Albania 1 (1.39%)
- Francia 1 (1.39%)
- Repubblica Dominicana 1 (1.39%)

## Curiosità
In una area verde con giochi per bambini all'ingresso del paese, è presente e conservato un esemplare di cacciabombardiere-ricognitore Fiat G.91T del 32º Stormo dell'Aeronautica Militare italiana.

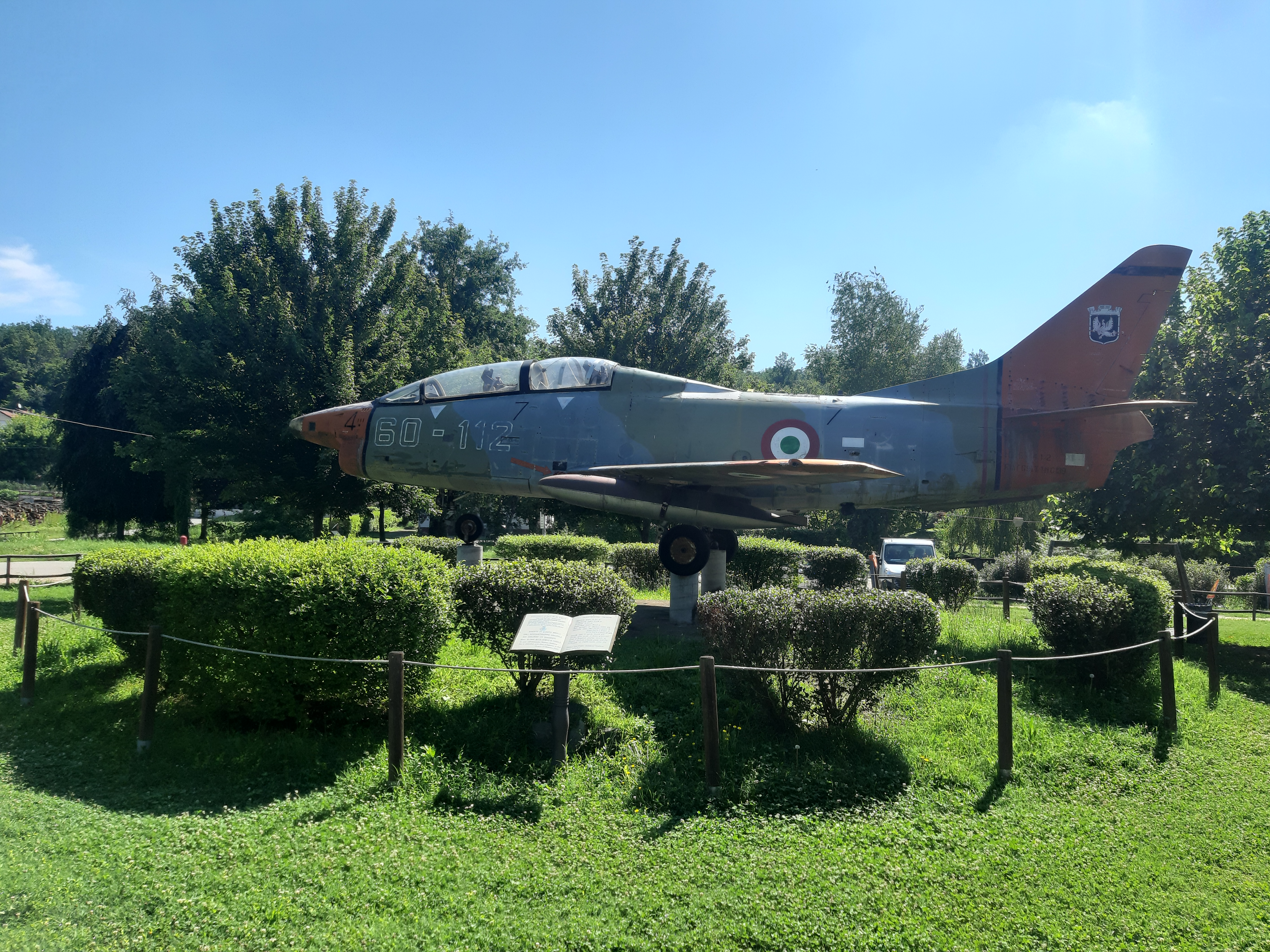
Fiat G91 in area giochi

## Amministrazione

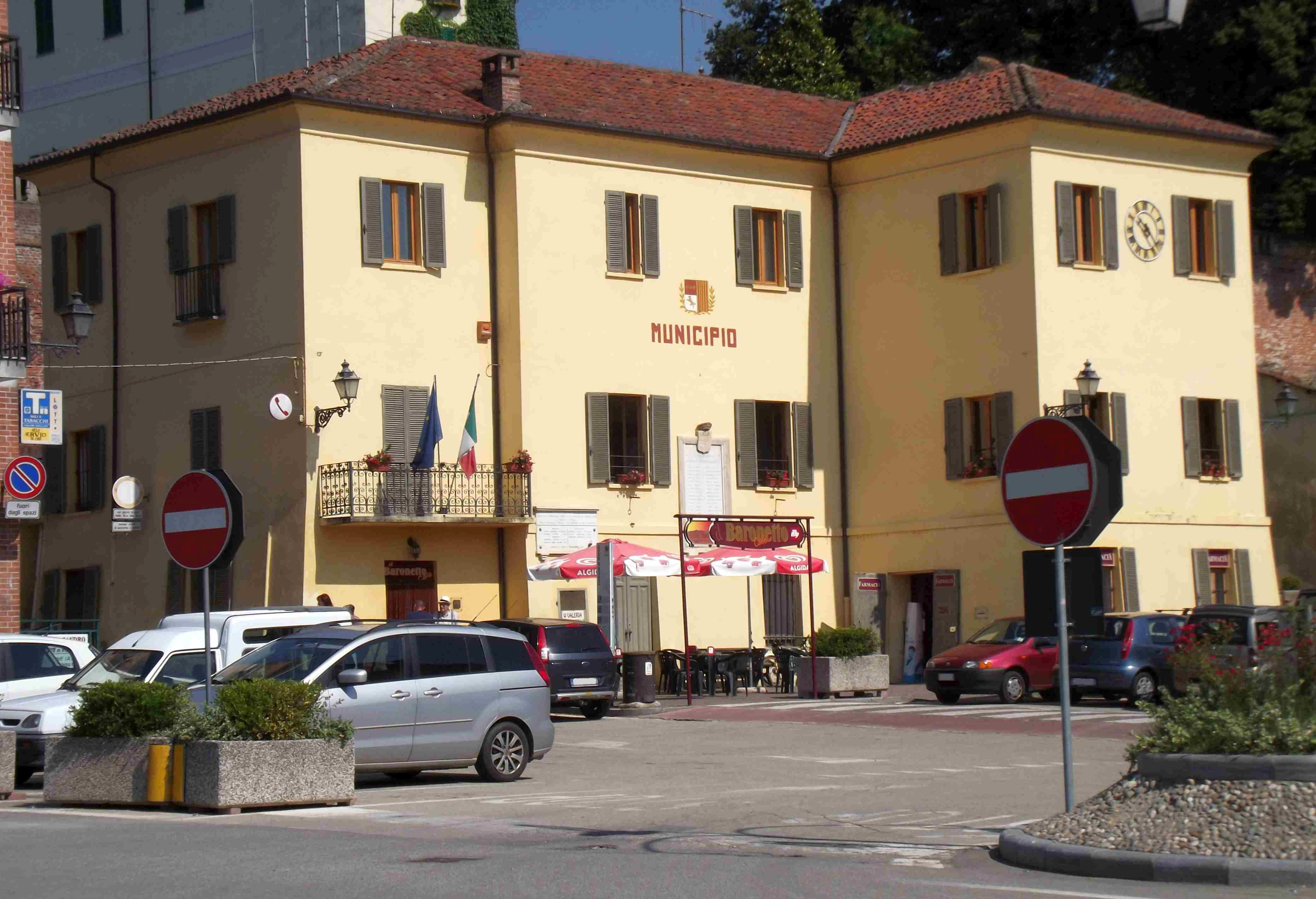
Il municipio

Di seguito è presentata una tabella relativa alle amministrazioni che si sono succedute in questo comune.
| Periodo        | Periodo        | Primo cittadino        | Partito                        | Carica  | Note        |
| -------------- | -------------- | ---------------------- | ------------------------------ | ------- | ----------- |
| 26 giugno 1985 | 25 maggio 1990 | Giuseppe Bolla         | lista civica                   | Sindaco | [ 6 ]       |
| 25 maggio 1990 | 24 aprile 1995 | Giuseppe Bolla         | Democrazia Cristiana           | Sindaco | [ 6 ]       |
| 24 aprile 1995 | 14 giugno 1999 | Giuseppe Bolla         | centro                         | Sindaco | [ 6 ]       |
| 14 giugno 1999 | 14 giugno 2004 | Giuseppe Bolla         | lista civica                   | Sindaco | [ 6 ]       |
| 14 giugno 2004 | 8 giugno 2009  | Battista Felice Veglio | lista civica                   | Sindaco | [ 6 ]       |
| 8 giugno 2009  | 25 maggio 2014 | Sergio Magnetti        | lista civica Monale che cambia | Sindaco | [ 6 ]       |
| 26 maggio 2014 | 25 maggio 2019 | Sergio Magnetti        | lista civica Monale che cambia | Sindaco | [ 6 ] [ 7 ] |
| 26 maggio 2019 | 10 giugno 2024 | Sergio Magnetti        | lista civica Monale che cambia | Sindaco |             |
| 10 giugno 2024 | in carica      | Sergio Magnetti        | lista civica Monale che cambia | Sindaco |             |

### Altre informazioni amministrative
Il comune fa parte della comunità collinare Valtriversa.

### Gemellaggi
- Cazouls D'Herault, dal 2010[8]